# كريس تايلور (مغن مؤلف)
كريس تايلور (بالإنجليزية: Chris Taylor)‏ هو مغن مؤلف أمريكي، ولد في 29 أغسطس 1981 في سياتل في الولايات المتحدة.

## وصلات خارجية
- الموقع الرسمي
- كريس تايلور على موقع ميوزك برينز (الإنجليزية)
- كريس تايلور على موقع ديسكوغز (الإنجليزية)